# Pałac we Włodowicach
Pałac we Włodowicach – zrujnowany pałac, położony we Włodowicach.

## Historia
Pierwotnie był tu modrzewiowy dwór należący do rodziny Firlejów, spalony podczas potopu szwedzkiego. Na jego miejscu w drugiej połowie XVII wieku (prawdopodobnie w latach 1669–1681) kasztelan krakowski Stanisław Warszycki wzniósł murowany pałac w stylu polskiego baroku. Zgodnie z informacją zawartą w Dyariuszu wyprawy wiedeńskiej królewicza Jakuba Sobieskiego, 26 lipca 1683 r. w pałacu przebywał król Jan III Sobieski. Pierwotny piętrowy budynek, podpiwniczony i kryty dachem mansardowym był przebudowywany w kolejnych stuleciach, nie tracąc jednak swojego barokowego charakteru. Od frontu ulokowany był dziedziniec, za budynkiem rozciągał się natomiast ogród, co sprawia, iż w całym założeniu możemy dopatrywać się nawiązań do francuskich zespołów Entre cour et jardin.

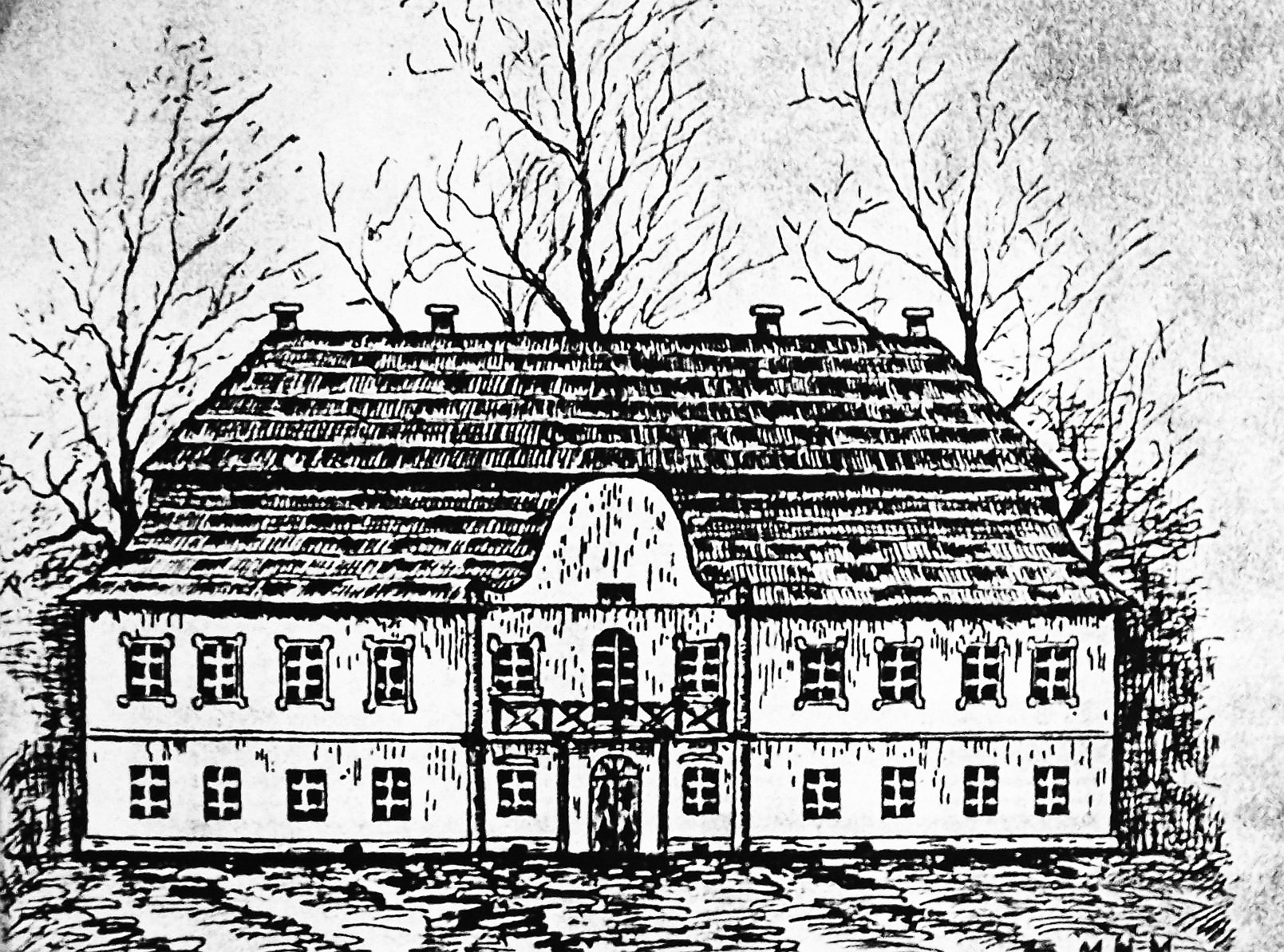
Pałac we Włodowicach ok. 1850 r.

W XVIII w. pałac należał do rodziny Męcińskich, którzy zmienili wystrój wnętrz, nadając im wygląd klasycystyczny. W tym samym stuleciu, a dokładnie 12 marca 1734 r. nocował tu król August III Sas. W wieku XIX przeszedł w ręce rodziny Poleskich. Michał Antoni Kazimierz Poleski, przyrodnik, uczestnik powstania styczniowego, który osiadł we Włodowicach ok. 1870 r., utworzył tu wyższą szkołę agronomiczną z laboratorium chemicznym i fizycznym, obszerną biblioteką oraz kolekcją minerałów i okazów flory jurajskiej. Najprawdopodobniej na przełomie XIX i XX wieku dokonano przebudowy, która nadała budowli cechy neogotyckie. Na skutek pożarów z 1924 i 1956 r. (ten drugi trwał 6 dni) oraz wieloletnich późniejszych zaniedbań pałac znajduje się w stanie ruiny. Obecnie obiekt jest własnością skarbu państwa.
Pałac i oficyna figurowały w rejestrze zabytków nieruchomych od 1967 roku, ale zostały z niego skreślone odpowiednio 10 września 1989 roku i 10 lutego 2010 roku. Od tego momentu w rejestrze zabytków figurowały jedynie pozostałości parku pałacowego (nr rej. A/1255/23). Ruiny pałacu ponownie wpisano do rejestru zabytków nieruchomych decyzją z 31 sierpnia 2023 (nr rej. A/1254/23).